# 2025 en Syrie
Cette page concerne des événements qui se sont produits durant l'année 2025 du calendrier grégorien en Syrie.

## Événements

### Janvier
- 7 janvier : les vols internationaux reprennent à partir de l'aéroport international de Damas pour la première fois depuis la chute du régime Assad[1].
- 29 janvier : Abou Mohammed al-Joulani est nommé président de la République arabe syrienne pour la période de transition.

### Février
- 1er février : des hommes armés tuent dix personnes dans le village alaouite d' Arzah, dans le gouvernorat de Hama[2].
- 3 février : un attentat à la voiture piégée fait au moins 20 morts et 15 blessés à Manbij. La plupart des victimes étaient des ouvrières agricoles[3].

### Mars
- 6 au 10 mars : insurrection des gouvernorats de Lattaquié et Tartous.

### Avril
- 29 au 30 avril : combats de Jaramana et Sahnaya.

### Juin
- 22 juin : au moins 20 personnes sont tuées, et 52 autres blessées, lors d'un attentat contre une église à Damas[4].
- 30 juin : le président des États-Unis, Donald Trump, signe un décret levant les sanctions américaines contre la Syrie, imposées sous le régime de la famille Assad renversée, sauf pour Bachar el-Assad[5].

### Juillet
- 13 juillet : début de la bataille de Soueïda, affrontements communautaires.
- 24 juillet : au moins douze personnes sont tuées, plusieurs autres sont portées disparues et 157 sont blessées dans une explosion dans un dépôt de munitions à Maarrat Misrin, dans le Gouvernorat d'idlib[6].

### Août
- 3 août : au moins quatre personnes sont tuées lors d'affrontements, dans la province à majorité druze de Soueïda, dans le sud de la Syrie[7].
- août : élections législatives (en).

## Décès
- en:2025 massacres of Syrian Alawites